# Jeremy Maclin

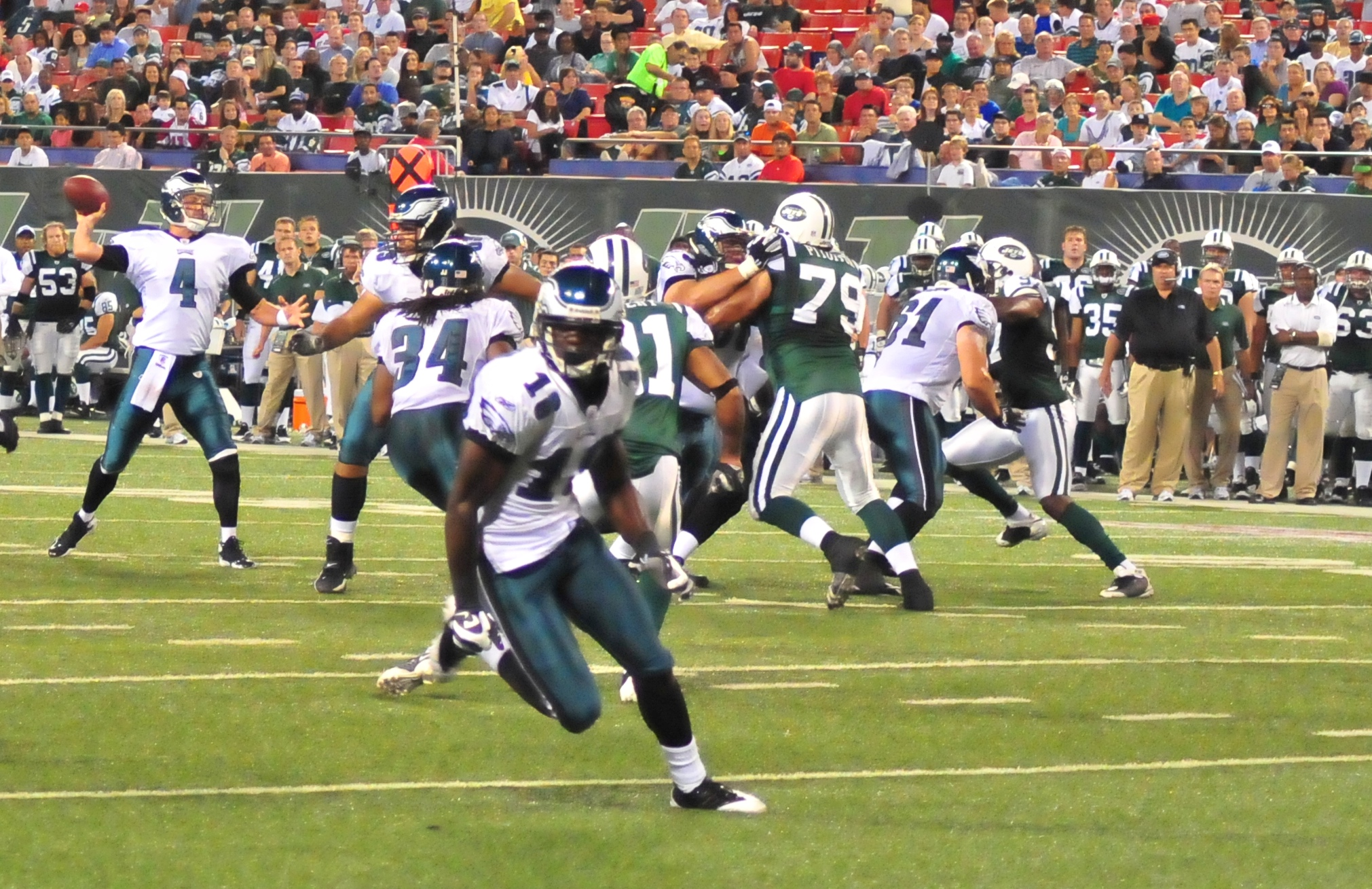
Jeremy Maclin jogando pelo Eagles

Jeremy Maclin (11 de maio de 1988, Chesterfield, Missouri) é ex um jogador de futebol americano que atuava na posição de wide receiver na National Football League (NFL). Foi escolhido pelo Philadelphia Eagles na primeira rodada do Draft de 2009 da NFL e jogou com eles por cinco anos, antes de se transferir para o Kansas City Chiefs e depois vestiu, por um ano, a camisa do Baltimore Ravens. Jogou também futebol americano universitário pela Universidade de Missouri.

## Números na carreira
- Recepções: 514
- Jardas: 6 835
- Jardos por recepção: 13,3
- Touchdowns: 49